# Estheria tatianae
Estheria tatianae är en tvåvingeart som först beskrevs av Kolomiets 1974.  Estheria tatianae ingår i släktet Estheria och familjen parasitflugor. Inga underarter finns listade i Catalogue of Life.